# Odd e il gigante di ghiaccio
Odd e il gigante di ghiaccio è un romanzo per ragazzi di Neil Gaiman, pubblicato nel 2008, ed edito in italiano da Mondadori nel 2010.

## Trama
Odd è un giovane norvegese il cui padre, un taglialegna, è annegato durante un'incursione vichinga. Sua madre scozzese sposa un grasso vedovo che lo trascura a favore dei propri figli. Quando un inverno si trascina innaturalmente a lungo, Odd lascia il suo villaggio e si reca nella foresta. Lì incontra una volpe, un'aquila e un orso, quest'ultimo con la zampa intrappolata in un albero. Odd aiuta l'orso a liberarsi e cerca di nutrirlo, ottenendo la sua gratitudine. I tre animali seguono quindi Odd, che, col passare del tempo, apprende che questi non sono animali comuni, ma gli dei Loki, Odino e Thor, che sono stati cacciati da Ásgarðr da un gigante del ghiaccio che ha ingannato Loki facendosi dare il martello di Thor e provocando l'inverno senza fine.
Decidendo di aiutare gli dei bloccati in forma animale, Odd viaggia con loro fino ad Asgard. Lì, Thor lo conduce al pozzo di Mímir, dove Odd riceve la saggezza e una visione dei suoi genitori nella loro giovinezza. Parla con il gigante, che gli rivela che suo fratello ha costruito le mura di Asgard ma è stato ingannato e ucciso da Thor. Odd allora convince il gigante a rinunciare alla sua vendetta e a tornare a casa. In cambio, la dea Freya guarisce la sua gamba ferita, e Odino gli dona un bastone fatato. Odd ritorna quindi a Miðgarðr, più cresciuto di quando se n'era andato, e quando l'inverno finalmente finisce, si riunisce con sua madre e le propone di visitare la Scozia.

## Edizioni
- (EN) Neil Gaiman, Odd and the Frost Giants, illustrazioni di Brett Helquist, Bloomsbury, 2008, ISBN 978-0-7475-9538-0.
- Neil Gaiman, Odd e il gigante di ghiaccio, illustrazioni di Iacopo Bruno, Mondadori, 2010, ISBN 978-88-04-60185-2.
- Neil Gaiman, Odd e il gigante di ghiaccio, traduzione di Giuseppe Iacobaci, Mondadori, 2013, ISBN 978-88-520-3901-0.
- Neil Gaiman, Odd e il gigante di ghiaccio, collana Oscar junior, traduzione di Giuseppe Iacobaci, illustrazioni di Iacopo Bruno, Mondadori, 2015, ISBN 978-88-04-64910-6.